# تمبربیگ
تمبربیگ(به کردی: تەمربەگ، Temrbeg) روستایی از توابع بخش زیویه در شهرستان سقز است که در استان کردستان ایران قرار دارد.

## جمعیت
این روستا در دهستان امام واقع شده و براساس سرشماری سال ۱۳۸۵، جمعیت آن ۲۷۸ نفر (۵۴ خانوار) بوده‌است.